# 1870 في المملكة المتحدة
فيما يلي قوائم الأحداث التي وقعت خلال عام 1870 في المملكة المتحدة.

## كتب
من الكتب التي صدرت هذه السنة في المملكة المتحدة:
- 1 يناير – لغز إدوين درود من تأليف تشارلز ديكنز.

## مواليد

### يناير
- 24 يناير – هيربرت كيلبن لاعب كرة قدم.

### فبراير
- 12 فبراير – ماري لويد[1]

### مارس
- 22 مارس – آلبرت روسكين كوك طبيب من المملكة المتحدة.

### مايو
- 3 مايو – هيلانة فيكتوريا أميرة شليزفيغ هولشتاين[2]
- 18 مايو – إسحق هنري بوركيل عالم نبات بريطاني.[3]

### يونيو
- 14 يونيو – جون غوردون لوريمر[4]
- 15 يونيو – إرنست ليستر سياسي أمريكي.[5]

### أغسطس
- 25 أغسطس – روث ونش لاعبة كرة مضرب بريطانية.

### سبتمبر
- 22 سبتمبر – شارلوت كوبر[6]

### أكتوبر
- 18 أكتوبر – ميجور ريتشي لاعب كرة مضرب من المملكة المتحدة.[7]
- 20 أكتوبر – جون تشانسلور مهندس من المملكة المتحدة.[8]
- 31 أكتوبر – ويليام جاكسون بوب كيميائي بريطاني.

### نوفمبر
- 4 نوفمبر – تشارلز غوين
- 6 نوفمبر – هربرت صموئيل سياسي بريطاني.[9]

### ديسمبر
- 25 ديسمبر – لويد هيلدبراند

## وفيات

### مايو
- 6 مايو – جيمس يانج سيمبسون (مواليد 1811)[10]

### يونيو
- 9 يونيو – تشارلز ديكنز (مواليد 1812)[11]

### سبتمبر
- 30 سبتمبر – وليام آلن ميلر (مواليد 1817)[12]

### أكتوبر
- 6 أكتوبر – أوغوستوس ماتيسن (مواليد 1831)

### نوفمبر
- 10 نوفمبر – هاري جونز (مواليد 1806)

### ديسمبر
- 28 ديسمبر – فيليب هاردويك (مواليد 1792) مهندس معماري من المملكة المتحدة.[13]